# Детский остров
Детский остров (швед. Barnens ö) — шведский драматический фильм 1980 года режиссёра Кея Поллака. Экранизация одноименного романа П. К. Джерсильда. Съемки проходили с июля по октябрь 1979 года. Фильм получил шведскую кинопремию «Золотой жук», а также отбирался на премию Оскар.

## Сюжет
11-летний Рейне находится на грани полового созревания и боится половой зрелости. Он живет в пригороде Стокгольма со своей матерью-одиночкой, которая отправляет его в летний лагерь. Название фильма отсылает к острову, на котором расположено множество таких лагерей. Его мать уезжает в отпуск самостоятельно, но на самом деле Рейне не ходит в лагерь. Вместо этого он проводит лето в одиночестве, исследуя Стокгольм, где встречает нескольких взрослых.

## В ролях
| Актёр             | Роль                |
| ----------------- | ------------------- |
| Томас Фрик        | Рейне Ларссок       |
| Ингвар Хирдуолл   | Стиг Атлер          |
| Анита Экстрём     | Гарриет Ларссон     |
| Бёрье Альстедт    | Хестер              |
| Ларс Эрик Беретт  | Эсбьорна            |
| Хьордис Петтерсон | Ольги               |
| Сиф Рууд          | миссис Бергман Ритц |
| Лена Гранхаген    | Хелен               |
| Меджлис Гранлунд  | Лоттен              |
| Малин Эк          | Кристина            |
| Мод Шёквист       | Мария               |
| Элен Сведберг     | Нора                |

## Награды и номинации
Фильм получил награды за лучший фильм, лучший режиссер и лучшую мужскую роль на 17-й церемонии вручения наград «Золотой жук». В 1981 году он был включен в 31-й Берлинский международный кинофестиваль. Фильм был также выбран в качестве претендента на лучший фильм на иностранном языке от Швеции на 54-й церемонии вручения премии Оскар, но не был принят в качестве номинанта.